# Torbjörn Zetterberg

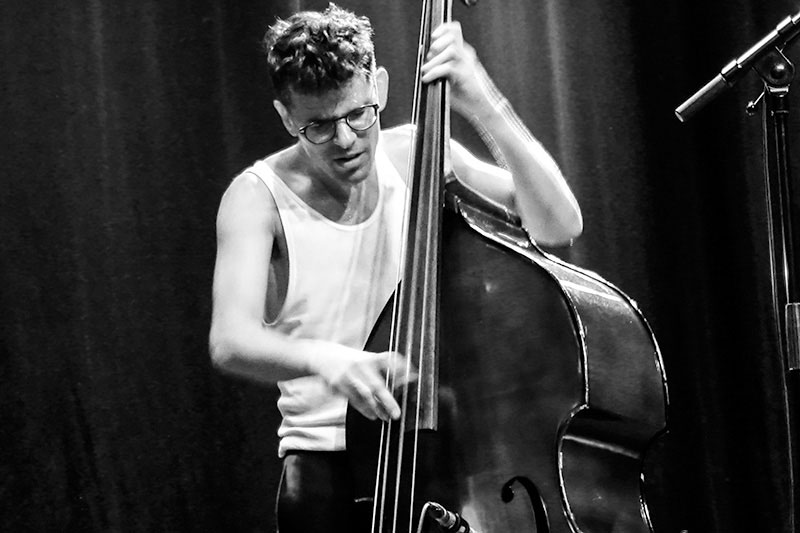
Torbjörn Zetterberg (2016)

Torbjörn Folke „Kansan“ Zetterberg Zachrisson (* 10. Mai 1976 in Stockholm) ist ein schwedischer Jazz- und Improvisationsmusiker (Kontrabass, Komposition).

## Leben und Wirken
Zetterberg besuchte das Södra Latins gymnasium und die Fridhems Folkhögskola in Svalöv, um sich auf sein Musikstudium vorzubereiten. An der Kungliga Musikhögskolan in Stockholm studierte er bis 2001 Bass bei Jan Adefelt. Gemeinsam mit dem Saxophonisten Jonas Kullhammar schloss er sich im Studium der Band von Schlagzeuger Fredrik Norén an. Von 1998 an gehörte er bis 2013 dem Quartett von Kulhammar an. Daneben leitete er seit 2000 die Torbjörn Zetterberg Hot Five, mit der zwischen 2002 und 2005 drei Alben veröffentlicht wurden. Später entstanden Alben mit Ivo Perelman und in kollaborativen Gruppen mit Kulhammar und anderen Musikern. Er arbeitete auch mit Carlos Garnett, Sonny Fortune, Sonny Simmons, Benny Golson, Benny Bailey und Mulatu Astatke.
Zetterberg entschied sich 2010, eine Pause einzulegen und zog sich für mehr als ein Jahr in einen buddhistischen Tempel zurück. 2014 legte er das Album Och den Stora Frågan vor, auf dem er im Sextett mit früheren Mitmusikern, aber auch der Trompeterin Susana Santos Silva und Schlagzeuger Jon Fält musizierte. In gleicher Besetzung folgte das Album Om Liv & Död. Mit der Gruppe Cosmíc Ear legte er das Album Traces (2025) vor. Zu hören ist er auch auf Christer Bothéns Album L’invisible (2025).

## Diskographische Hinweise
- 2002: The Torbjörn Zetterberg Hot Five (Moserobie, mit Jonas Kullhammar, Per Texas Johansson, Torbjörn Gulz, Daniel Fredriksson)
- 2004: Torbjörn Zetterberg Hot Five: Förtjänar Mer Uppmärksamhet (Moserobie, mit Jonas Kullhammar, Ludvig Berghe, Per Texas Johansson, Daniel Fredriksson, nominiert für den schwedischen Grammis)
- 2005: Krissvit (Moserobie, nominiert für den schwedischen Grammis)
- 2007: Kvinnans Kamp (Moserobie)
- 2014: Och den Stora Frågan (Moserobie)
- 2015: Om Liv & Död (Moserobie)
- 2016: Alberto Pinton/Noi Siamo: Resiliency (Moserobie)
- 2018: Chris Pitsiokos / Susana Santos Silva / Torbjörn Zetterberg: Child of Illusion (Clean Feed Records)
- 2019: Per Texas Johansson, Konrad Agnas & Torbjörn Zetterberg: Oracle (Moserobie)